# Enrique de Francisco Jiménez
Enrique de Francisco Jiménez (Getafe, 1 de maig de 1878 - Ciutat de Mèxic, 24 de maig de 1957) fou un polític socialista basc d'origen madrileny.

## Biografia
Nascut i criat en l'extraradi madrileny, en la seva adolescència es traslladà a la localitat guipuscoana de Tolosa. Va passar la seva adolescència en aquesta localitat basca, de l'ajuntament de la qual va ser triat regidor el 1910 pel PSOE. Va treballar en l'empresa Irastorza Hermanos fins al seu tancament el 1912, i després va ser president del Sindicat del Paper de la UGT de Guipúscoa. Va ser candidat socialista per Guipúscoa a les eleccions generals espanyoles de 1919 i 1920.

### Diputat durant la Segona República
Després de la dictadura de Primo de Rivera va ser elegit diputat pel PSOE per Guipúscoa dins de les llistes de la Conjunció Republicano-Socialista a les eleccions a Corts Constituents de 1931. Així es va convertir en el primer diputat socialista de la història de Guipúscoa. En les Corts va ser cap de la minoria socialista al Parlament durant la Legislatura Constituent de 1931-33. En les Eleccions generals de 1933 va ser derrotat i no va poder renovar la seva acta com a diputat. Pertanyent a la facció caballerista del PSOE, va ser escollit membre del Comitè Executiu del PSOE al XIII Congrés, que va tenir lloc a l'octubre de 1932. Sota la presidència de Largo Caballero, De Francisco va ocupar el càrrec de secretari-tresorer. Tornà a Guipúscoa, on treballà com a gerent de la cooperativa Alfa d'Eibar. Posteriorment va ser director del Consell de Mines d'Almadén. El 1934 va formar part del Comitè Revolucionari que va dirigir l'intent insurreccional conegut com a Revolució d'octubre de 1934, per la qual cosa va ser empresonat. Després del seu alliberament, De Francisco, fervent caballerista, va dimitir dels seus càrrecs en el PSOE al novembre de 1935, juntament amb la resta d'integrants d'aquesta facció, inclòs el mateix Largo Caballero, a causa de les creixents tensions entre Largo Caballero i Indalecio Prieto respecte a l'establiment d'un pacte amb els partits republicans per a les eleccions de 1936. Les dimissions no van ser acceptades fins a maig de 1936. En l'interval, De Francisco va ser proposat per l'Agrupació Socialista Madrilenya, bastió de Largo Caballero en el partit, com a candidat del PSOE en les llistes del Front Popular per la circumscripció de la ciutat de Madrid per les eleccions generals de febrer de 1936, resultant escollit. En constituir-se el grup parlamentari, de majoria caballerista, De Francisco va ser nomenat vicepresident, amb Largo Caballero com a president.
També fou membre de la maçoneria.

### Guerra Civil
Durant la Guerra Civil Espanyola, De Francisco va ser secretari de l'Agrupació Socialista Madrilenya. Les querelles entre les faccions caballerista i centrista del PSOE van seguir durant la contesa i, el 29 de setembre de 1937, el grup parlamentari socialista es va reunir i va destituir la direcció del grup, a la qual pertanyia De Francisco, que va ser substituïda per una afí a la direcció del partit, en mans dels centristes (dels 99 diputats que constituïen el grup en iniciar la guerra, uns trenta havien estat assassinats, romanien desapareguts o s'havien passat al PCE, amb el que la majoria caballerista en el grup parlamentari havia desaparegut). Al final de la Guerra, De Francisco, com la major part dels membres de l'ASM, virulentament anticomunistes, va donar suport al cop del coronel Casado,(Graham, 296) encara que De Francisco no va formar part del Consell Nacional de Defensa.

### Exili
Després de la definitiva derrota dels republicans en la Guerra Civil Espanyola, de Francisco va partir a l'exili.
Al primer congrés que van realitzar el PSOE i la UGT en l'exili, a Tolosa de Llenguadoc al setembre de 1944, De Francisco va ser elegit president de la Comissió Executiva del partit i vicepresident del sindicat. El 1947 va dimitir com a vicepresident del sindicat i el 1948 Indalecio Prieto es va fer càrrec del lideratge del partit. La sortida de De Francisco dels òrgans de govern del socialisme espanyol va ser paral·lela a l'arribada d'Indalecio Prieto.
Després la guerra civil espanyola es va exiliar a Mèxic, on fou vicepresident de l'executiva de la UGT a l'exili el 1944-1947 i ministre d'economia de la República espanyola en l'exili en el govern de José Giral (abril de 1946 - gener de 1947). Es va establir a Mèxic, on va morir el 1957.